# Szamuil Moiszejevics Majkapar
Szamuil Moiszejevics Majkapar, oroszul: Самуил Моисеевич Майкапар (1867. december 18. – 1938. május 8.) orosz romantikus zeneszerző, zongoraművész, a szentpétervári konzervatórium tanára és számos zongoramű alkotója.

## Élete

### Gyerekkora
Szamuil Majkapar 1867. december 18-án született Herszon városában, karaita szülőktől. Gyermekéveit Taganrog városában töltötte, és 1885-ben érettségizett a város fiúgimnáziumában, ahol együtt tanult Anton Pavlovics Csehovval. Zenei magántanulmányait Gaetano Mollánál folytatta, aki abban az időben a taganrogi színház igazgatója volt.

### Tanulmányai
1885-ben felvételt nyert a szentpétervári konzervatóriumba, de egyidejűleg jogi tanulmányokat is folytatott a szentpétervári egyetemen, ahol 1891-ben diplomát is szerzett. Beniamino Cesi és Nyikolaj Szolovjov tanítványaként Majkapar 1893-ban átvehette a szentpétervári konzervatórium diplomáját is, majd Teodor Leszetycki irányítása mellett tökéletesítette zongoratudását, a következő öt évben. Ez idő alatt számos koncertet adott, többek között Berlinben, Lipcsében, Szentpétervárott, Moszkvában, Taganrogban és más városokban.

### Művészi pályája
1898 és 1901 között Auer Lipóttal adott koncerteket Szentpétervárott, illetve Jan Hřímalýval Moszkvában. 1901-ben saját zeneiskolát alapított Tver városában. 1903 és 1910 között Moszkvában élt, de számos alkalommal tartott koncertturnékat Németországban, és aktív résztvevője volt az orosz fővárosban működő, Szergej Tanyejev nevéhez köthető „tudományos-zenei körnek”. 1915-ben zenetanári kinevezést kapott a szentpétervári konzervatóriumban. 1927-ben, a konzervatórium centenáris Beethoven-ünnepségén 32 Beethoven-szonátát adott elő az intézmény kisebbik előadócsarnokában. Több mint háromszáz zeneművet komponált, és számos tudományos munka is fűződik a nevéhez.
Önéletírását 1938-ban jelentette meg Moszkvában, ebben főként taganrogi gyerekkorára és ottani tanulmányaira tekint vissza. A mű kiadását nem sokkal élte túl: 1938. május 8-án hunyt el Leningrádon.

## Zeneművei
Szamuil Majkapar ismertebb művei közé tartozik a 26 darabból álló „Birjulki”, a „Novelettes mignonnes”, a „24 Miniatures”, a hét darabból álló „The Marionette Theater”. Ezeken kívül szerzett két szonátát, több zongoratanulmányt, és speciális etűdöket a pedálhasználat gyakorlására. Utóromantikus stílusban írt, hangulatos zongoradarabjai különösen kedveltek a zongorát tanuló fiatalok körében, akiknek fantáziáját beindítják a szerző ötletteli, ugyanakkor könnyen megtanulható alkotásai.

## Külső hivatkozások
1. ↑  Német Nemzeti Könyvtár: Integrált katalógustár (Németország) (német nyelven). Integrált katalógustár (Németország) . (Hozzáférés: 2014. december 11.)
2. ↑  TaganrogCity.com
3. ↑  Gail Lew, Selections From Samuel Maykapar, pp. 2
4. ↑  http://www.kotta.info/hu/product/14692/MAJKAPAR-SAMUEL-Koennyu-zongoradarabok

## Fordítás
Ez a szócikk részben vagy egészben  a   Samuil Moiseyevich Maykapar című angol Wikipédia-szócikk fordításán alapul.  Az eredeti cikk szerkesztőit annak laptörténete sorolja fel. Ez a jelzés csupán a megfogalmazás eredetét és a szerzői jogokat jelzi, nem szolgál a cikkben szereplő információk forrásmegjelöléseként.